# Balanță de verificare
Balanța de verificare este documentul contabil utilizat pentru verificarea exactității înregistrărilor contabile și controlul concordanței dintre contabilitatea sintetică și cea analitică, precum și principalul instrument pe baza căruia se întocmesc situațiile financiare. 
Balanța de verificare a conturilor sintetice, precum și balanțele de verificare ale conturilor analitice se întocmesc cel puțin anual, la încheierea exercițiului financiar sau la termenele de întocmire a situațiilor financiare periodice, la alte perioade prevăzute de actele normative în vigoare, și ori de câte ori se consideră necesar.
Balanța de verificare trebuie sa cuprindă :
1. Simbolul și denumirea conturilor, în ordine, din planul de conturi în vigoare;
2. Totalul sumelor înregistrate în debitul său;
3. Totalul sumelor înregistrate în creditul său;
4. Soldul contului

## Funcții
Funcțiile balanței de verificare sunt:
1. Funcția de verificare a exactității înregistrărilor efectuate în conturi;
2. Funcția de verificare a concordanței dintre conturile sintetice și conturile analitice;
3. Funcția de instrument de legătură între conturile sintetice și bilanț;
4. Funcția de grupare și centralizare a datelor înregistrate în conturi;
5. Funcția de instrument de analiză și sinteză a activităților economice.

## Erorile descoperite cu ajutorul balanței de verificare
1. Erori de întocmire a balanței de verificare
2. Erori de închidere a conturilor
3. Erori de înregistrare în cartea mare
4. Erori cu stabilirea sumelor din formulele contabile compuse.